# Løken Station
|  | Ikke at forveksle med Løkken Station på Thamshavnbanen og Løkken Station i Danmark. |
Løken Station (Løken stasjon) var en jernbanestation på Urskog–Hølandsbanen, der lå i Aurskog-Høland kommune i Norge.
Stationen åbnede 15. december 1898, da banen blev forlænget fra Bjørkelangen til Skulerud. Den blev nedgraderet til holdeplads i 1957 eller 1958. Den blev nedlagt sammen med banen 1. juli 1960.
Stationsbygningen blev opført i 1898. Den er nu revet ned, ligesom sporene på stedet for længst er fjernet.